# 幸田直子
幸田 直子（こうだ なおこ、1959年〈昭和34年〉3月22日 - ）は、日本の女優、声優。北海道札幌市出身。クレイジーボックス所属。

## 略歴
実家は開業医。一人っ子だったため、両親は医師にしたかったという。
子供の頃から映画が好きで、当時から映画雑誌『SCREEN』を毎月買うことが楽しみだったという。
その時に「親の言うことは高校までしか聞かない」と高校卒業後、札幌から上京し、「監督もやってみたい」と思い、日本大学芸術学部映画学科演技コースに進学。
同大学芸術学部を受験に行った時は面接で「あなた実家が病院なの？ だったら一浪しても医学部行ったら？」と諭されたが、「映画のことしかやりたくない」と意思を固めていた。しかし、業界でなんとかやっていかないと札幌に帰郷しなくてはならなかったため、文学座研究所に入所したが、研究生1年で出ることになり、「まだ受けられる劇団はないか」と探して見つけたのが劇団昴の養成所だった。
最初に付いた役はNHK総合テレビジョンの『銀河テレビ小説』の放送作品『幸せのとなり』の料理学校の生徒のひとりであった。
劇団昴に移った後、秋の研究生公演で主役を貰ったが、観に来ていた劇団昴のマネージャーが、「アテレコのオーディションに行ってみない？」と声をかけてくれた。アテレコの最初の仕事は1978年、演出家の福永莞爾によるオーディションで選ばれたイタリア映画の『ウンベルト・D』であった。台本を渡されたが、アテレコはしたことがなく、口が合ってるのかも全然わからないまま帰った。憶えてないが、福永が後で幸田に「お疲れさま、じゃなくて、さよなら、って言って帰ったよ」と述べており、結局劇団から電話が来て「今回はダメだったよ」と言われ、「私は一生アテレコはできないんだ……」と思っていたという。
2、3週間した頃に突然、劇団から電話がかかってきて、東北新社に親戚か知り合いがいるかを問われ、「いないです」と答えたところ、東北新社からヒロインの声の話が来た。その後東北新社にリハーサルに行くよう勧められ、現場に行った。
当時は本名であったため、「昴から来ました佐藤由美子です」と言ったところ、「じゃあこれ台本だから」と台本を渡され、イタリア映画『酒とバラと亡霊と』のヒロイン役のバラ役に抜擢された。
その時は台本に印を付けていいかも全然わからず、当時はフィルムであったことから、映写室に連れて行かれ、小さなモニターを前に「これ1回観ながら（アテレコを）やってみて」と言われた。喋ろうとして口を動かす間に、自分の役が通り過ぎていき、「キャー！」と驚く声もあったが、どうやっていいのかわからず1回見終わり「私にはできない！」と呆然としていた。そうしていたところ、演出の小柳剛が、音が入ったカセットテープを貸してくれて、「このカセットテープを聴いて勉強してきなさい」と言われていたという。
抜擢された理由は、演出の福永が憶えており、ヒロインを探していた小柳から相談を受けた時に推薦してくれたとのこと。東北新社には親戚も知り合いもいなかったが、劇団昴に入ったばかりの研究生にもかかわらずいい役を貰い、その年の3月に文学座を出ることになり、11月にはまた声の仕事が入ったため、1年のうちに天国と地獄があった感じであったという。
アテレコデビューがヒロインというのは、当時でも珍しかったが、劇団昴は声の仕事が多く、当時は田島令子、石田太郎などが所属しており、マネージャーも色々と動いてくれて幸田も色々なところで推してくれたんだと語る。リハーサルを終えて、「もうちょっとリラックスしないとダメだから、共演の人たちが飲んでる現場に行きなさい」と言われ、演出家の佐藤敏夫の洋画のアテレコに参加した人物たちの飲み会に連れて行かれ、皆の前で「アテレコ処女だ」と紹介されたという。
それまでは声優を目指す気持ちは一切なかったが、劇団昴が吹き替えのユニットで担当していたTBSの深夜の放送の番組『ペイトンプレイス物語』の大ファンで、劇団昴に入団後あちこち「ざるそばお願いします！」のようなものまで『ペイトンプレイス物語』の声が聴こえていたという。その時は「いいなあ」と思ってはいたが、アテレコをするとは、前日まで思ってもいなかったという。
『酒とバラと亡霊と』で亡霊役を演じていた内海賢二はテレビで聴く声であったことからわかり、幸田も新人であったことから緊張していた。内海はすごく気を遣ってくれて、フランクに接してくれたが、偶々その時にラジオの取材が入り、「なんだ、ラジオの取材の方がよくしゃべるじゃない」とからかわれたという。当時の周囲は優しく「こういう風にした方がいいよ」と親切に教えてくれて声の仕事が一気につながっていった感じであったという。
アテレコのやり方は、現場に何回か行くうちに自然と覚えていき、全て現場で学んだという。その頃は気付いていなかったが、色々な人物がサポートしてくれたおかげで「自分は声優になれたんだな」と月日が経ってみると改めてわかったという。
初めてのゴールデン枠の主役は声の仕事を始めてから1年目くらいに、日本テレビの『水曜ロードショー（日本テレビ）』で放送された『続・個人教授』となる。
その時に初めて、新聞のラテ欄に「佐藤由美子」と名前が掲載されたが、それを見ていた大学の恩師から「佐藤由美子じゃ誰かわからない。どこにでもある名前だから芸名を付けたほうがいい」とアドバイスを受け、芸名を「幸田 直子」に改名。それをきっかけに、劇団昴も準劇団員1年で退団して、本格的に声優の仕事に取り組んだという。
事務所は高瀬プロダクションを経て、2015年3月までマウスプロモーション、ムーブマン、2024年9月までリマックスに所属していた。
旧芸名：幸田 奈穂子で、オフィス薫に所属していたことがある。

## 人物
方言は北海道弁。
洋画ではシガニー・ウィーバー、エマ・トンプソンの吹き替えを多く担当している。
趣味はテニス、乗馬、スキー。特技は小唄、三味線。
資格は普通自動車免許。

## 出演
太字はメインキャラクター。

### テレビドラマ
- 御宿かわせみ 第13話「女難剣難」（1981年、NHK）
- ゴールデンワイド劇場 / 妻の復讐（1982年、ANB） - スーパーの主婦
- 大河ドラマ（NHK）
  - 峠の群像（1982年） - ふみ
  - 徳川家康（1983年） - 琴女
  - 翔ぶが如く（1990年） - 弥生
  - 八代将軍吉宗（1995年） - 桂木
- おゆう（1983年、TBS） - うめ
- 非情のライセンス 第3シリーズ 第26話「あゝ兇悪! さらば会田刑事」（1980年、ANB）
- 太陽にほえろ!（NTV / 東宝）
  - 第559話「マザー・グース」（1983年） - クラブのホステス
  - 第611話「無口な男」（1984年） - 「キャビン」ママ
  - 第632話「恐ろしい」（1985年） - 三松紀子
  - 第643話「走れブルース」（1985年） - 吉川雅子
- 特捜最前線（ANB）
  - 第322話「にっぽん縦断泥棒日記!」（1983年）
  - 第371話「7月の青春レクイエム!」（1984年）
- わが子よIII（1983年、TBS） - 看護婦
- メタルヒーローシリーズ（ANB）
  - 宇宙刑事シャイダー 第4話「犬になった子供達」（1984年） - 森下美代
  - 機動刑事ジバン 第21話「スズ虫・毒虫・ゲリラ虫」（1989年） - ユリの母
- 流れ星佐吉 第14話「岡ッ引き首ッたけ大弱り」（1984年、KTV）
- ママ、大変だァ!（1985年、ANB） - 宇野由美
- 私鉄沿線97分署 第12話「ブタとお経とドクトルと…」（1985年、ANB）
- はね駒（1986年） ‐ 清葉
- となりの女（1986年、TBS）
- モナリザたちの冒険（1987年、TBS）
- 土曜ワイド劇場 / 島めぐり豪華フェリー花嫁ツアー殺人事件（1988年、ANB）
- 暴れん坊将軍III 第110話「死闘! 護持院ヶ原の果し状」（1990年、ANB） - おもん
- 腕におぼえあり（1992年、NHK） - たけ
- お助け同心が行く! 第9話「幼なじみ」（1993年、TX）
- あばれ八州御用旅 第4シリーズ 第7話「妻恋街道流れ旅」（1994年、TX） - 女郎のおちか
- 火曜サスペンス劇場（NTV）
  - 小京都ミステリー 第18作「加賀百万石殺人事件」（1996年） - 花屋の店主
  - 弁護士・高林鮎子 第20作「豊肥本線早春の死角」（1997年）
- 3年B組金八先生 第5シリーズ - 第7シリーズ（1999年 - 2005年、TBS） - 木村トキ江
- 獣拳戦隊ゲキレンジャー（2007年 - 2008年、EX） - ラゲクの声
- 仮面ライダーシリーズ（EX）
  - 仮面ライダーW（2010年） - シュラウドの声
  - 仮面ライダーゴースト 第21話「驚異！眼魔の世界！」・第22話「謀略！アデルの罠！」（2016年） - 甲冑眼魔の声[9]
- 魔進戦隊キラメイジャー（2020年） - ヌマージョの声[10]

### 映画
- 夕ぐれ族（1984年）
- 仮面ライダー×仮面ライダー オーズ&ダブル feat.スカル MOVIE大戦CORE（2010年） - シュラウドの声

### Webドラマ
- ネット版 仮面ライダーW FOREVER AtoZで爆笑26連発（2010年） - シュラウドの声

### テレビアニメ
1979年
- ゼンダマン（モナリザ）
- ザ☆ウルトラマン

1980年
- タイムパトロール隊オタスケマン（楊貴妃）
- ベルサイユのばら

1981年
- 黄金戦士ゴールドライタン（マンナッカー）
- 鉄腕アトム（第2作）（クレオパトラ）
- ヤットデタマン（仙女）

1982年
- 逆転イッパツマン（星ハルカ）
- 銀河旋風ブライガー（パトラ）
- スペースコブラ
- 一ッ星家のウルトラ婆さん（一ッ星キヌ子）
- 魔法のプリンセス ミンキーモモ（母親）
- 六神合体ゴッドマーズ（ナッカー）

1984年
- よろしくメカドック（兵藤千里）

1985年
- タッチ（吉田の母）
- ルパン三世 PARTIII（リリー）

1986年
- Bugってハニー

1989年
- ルパン三世 バイバイ・リバティー・危機一発!（ジュディ）

1995年
- 怪盗セイント・テール（仙道椛子）

1996年
- 名探偵コナン（1996年 - 2005年、丸稲子、南条みゆき、杉村のり子、国友安栄）

2000年
- 金田一少年の事件簿（辻口佳代）
- サイバーシックス（イレーン〈狼女〉）
- 陽だまりの樹（万二郎の母）

2001年
- ナジカ電撃作戦（マダム）

2003年
- 高橋留美子劇場（母）
- 天使な小生意気（令嬢）

2004年
- MONSTER（エルナ）

2005年
- 甲虫王者ムシキング 森の民の伝説（ラミア）

2008年
- GUNSLINGER GIRL -IL TEATRINO-（イザベラ・ダンジェロ）
- シゴフミ（野島久子）
- 隠の王（宵風の義母、女）

2009年
- RIDEBACK -ライドバック-（尾形深雪）

2013年
- 黒魔女さんが通る!!（チョコのおばあちゃん）

2024年
- ガールズバンドクライ（安和天童）

2025年
- New PANTY & STOCKING with GARTERBELT（老ビッチ〈モブ・ザコビッチ〉）

### 劇場アニメ
- テクノポリス21C（1982年、マリオネラ綾部）
- ウルトラニャン2 ハッピー大作戦（1998年、ランマル）
- EX MACHINA（2007年、エリザベス・ザンダー[16]）
- 風都探偵 仮面ライダースカルの肖像（2024年、園咲文音[17]）

### OVA
- アクエリアンエイジSagaII〜Don't forget me…〜（2003年、斎木遊名）

### ゲーム
1996年
- エネミー・ゼロ（キンバリー・ハード）

1997年
- クーロンズゲート KOWLOON'S GATE -九龍風水傳-（梁艾丹）

1999年
- ヴァルキリープロファイル（ロレンタ、ライア）
- Dの食卓2（キンバリー・フォックス）

2000年
- 立体忍者活劇 天誅 弐（佳）

2002年
- ソウルリーバー2（アリエル）

2004年
- 鬼武者3（ベガドンナ）
- 3年B組金八先生 伝説の教壇に立て!（音無静子）

2005年
- コブラ・ザ・アーケード（死刑執行人〈金髪〉）
- 忍道 戒（貞女）

2006年
- ヴァルキリープロファイル レナス（ロレンタ、ライア）

2008年
- 花宵ロマネスク 愛と哀しみ－それは君のためのアリア（瀬谷和子）

2012年
- ガールズRPG シンデレライフ（霧島凛）

2019年
- 白猫プロジェクト（メリシャ）

2022年
- レゴ スター・ウォーズ:スカイウォーカー・サーガ
- ハーヴェステラ（鍛冶屋）

2023年
- ホグワーツ・レガシー（ダイナ・ヘキャット）
- ハリー・ポッター:魔法の覚醒（シビル・トレローニー）

### ドラマCD
- ポーの一族 第5巻（エリザベス）
- ドラマCD 八雲立つ 音盤物語（世裡）

### 吹き替え

#### 担当女優
アンジェラ・バセット
- アメリカン・ホラー・ストーリー: ホテル（ラモーナ・ロワイヤル）
- 9-1-1: LA救命最前線（アシーナ・グラント）
- ゼロデイ（イヴリン・ミッチェル大統領）
- マーベル・シネマティック・ユニバース（ラモンダ）
  - ブラックパンサー
  - ホワット・イフ...?
  - ブラックパンサー/ワカンダ・フォーエバー

エマ・トンプソン
- エンジェルス・イン・アメリカ（天使 / エミリー / ホームレス）
- 17歳の肖像（ウォルターズ校長）
- ナニー・マクフィーの魔法のステッキ（ナニー・マクフィー）※ソフト版
- ハリー・ポッターシリーズ（シビル・トレローニー）
  - ハリー・ポッターとアズカバンの囚人
  - ハリー・ポッターと不死鳥の騎士団
  - ハリー・ポッターと死の秘宝 PART2

- マイヤーウィッツ家の人々 (改訂版)（モリーン）

ジェイミー・リー・カーティス
- エブリシング・エブリウェア・オール・アット・ワンス（ディアドラ・ボーベアドラ）
- ハロウィンシリーズ（ローリー・ストロード）
  - ハロウィンII
  - ハロウィン
  - ハロウィン KILLS
  - ハロウィン THE END

シガニー・ウィーバー
- 赤の大地と失われた花（ジューン・ハート）
- エイリアンシリーズ（エレン・リプリー）
  - エイリアン ※VHS・DVD版／BD・アルティメットDVD版
  - エイリアン2 ※VHS・DVD版／BD・アルティメットDVD版
  - エイリアン3 ※VHS・DVD版／BD・アルティメットDVD版
  - エイリアン4 ※ソフト版

- クジラと海洋生物たちの社会（ナレーター）
- スノーホワイト（女王）
- CHAPPIE/チャッピー（ミシェル）
- マイ・ニューヨーク・ダイアリー（マーガレット）
- マイヤーウィッツ家の人々 (改訂版)（モーリーン）

ブリジット・リン
- スウォーズマン/女神伝説の章（東方不敗）
- スウォーズマン/女神復活の章（東方不敗）
- ドラゴン・イン（ヤウ・モウイン）
- ファイヤードラゴン 火雲伝奇（火雲邪神）
- 楽園の瑕（慕容燕/慕容嫣）

#### 映画（吹き替え）
- 愛されちゃって、マフィア（アンジェラ・デ・マルコ〈ミシェル・ファイファー〉）※機内上映版[22]
- アイスマン（ダイアン・ブレイディ博士〈リンゼイ・クローズ〉）
- 愛と青春の鼓動（ローレン・ローズ〈ローラ・サン・ジャコモ〉）
- 愛に翼を（英語版）（リリー・リード〈メラニー・グリフィス〉）
- アウト・フォー・ジャスティス（ローリー・ルポ〈シャリーン・ミッチェル〉）※テレビ朝日版
- 赤い殺意（英語版）（エレン・スコフィールド〈ロレイン・ブラッコ〉）
- 悪魔の改造人間（ハンター〈パム・グリア〉）
- 悪魔の受胎（サンディ〈ジュディ・ギーソン〉）
- 悪魔の沼（リビー・ウッド）
- アメリカン・パイパイパイ!完結編 俺たちの同騒会（レイチェル・フィンチ〈レベッカ・デモーネイ〉）
- アルカトラズからの脱出（ルーシー〈レジーナ・バフ（英語版）〉）※テレビ朝日版
- アンダーワールド（英語版）（リア〈アナベラ・シオラ〉）
- 怒りのエクスタミネーター/地獄の標的（サリー・アン・ルイス）
- 怒りの山河（キャロリー・ハンター）
- インディ・ジョーンズ/最後の聖戦（エルザ・シュナイダー〈アリソン・ドゥーディ〉）※ソフト版
- ウィンチェスター銃'73（ローラ・マナーズ〈シェリー・ウィンタース〉）※ソフト版
- ウォール街（ダリアン・テイラー〈ダリル・ハンナ〉）※機内上映版[23]
- エアポート'80（アリシア・ロゴフ）
- SF/ボディ・スナッチャー（エリザベス・ドリスコル〈ブルック・アダムス〉）
- X-MENシリーズ（レイヴン・ダークホルム / ミスティーク〈レベッカ・ローミン〉）
  - X-MEN ※ソフト版
  - X-MEN2 ※劇場公開版
  - X-MEN:ファイナル ディシジョン ※劇場公開版
- エド・ウッド（ヴァンパイラ〈リサ・マリー〉）
- エルム街の悪夢（グエン・ホルブロック〈コニー・ブリットン〉）
- エンドレス・ラブ（イングリッド・オーチェスター）※日本テレビ版
- オーメン2/ダミアン（ジョーン・ハート）※TBS版
- お気にめすまま（ジョーン〈エレン・バーキン〉[24]）※機内上映版
- 風と共に去りぬ（インディア・ウィルクス〈アリシア・レット〉）※日本テレビ新録版
- ガンジー ※フジテレビ版
- 奇跡を呼ぶ男（英語版）（ジェーン・ラーソン〈デブラ・ウィンガー〉）
- キャリー（スー・スネル〈エイミー・アーヴィング〉）
- 暗闇にベルが鳴る（フィリス“フィル”〈アンドレア・マーティン〉）※フジテレビ版
- グローイング・アップ2/ゴーイング・ステディ（シェリー）※フジテレビ旧録版
- ゴーストバスターズ2（検察官〈ジャネット・マーゴリン〉）※機内上映版
- ゴーストライター（ルース・ラング〈オリヴィア・ウィリアムズ〉）
- ゴールデン・ガイ（シンディ〈ニナ・リー〉）
- 心のカルテ（スーザン〈キャリー・プレストン〉）
- ゴッホ 最期の手紙（ルイーズ・シュヴァリエ〈ヘレン・マックロリー〉）
- 最高の人生のつくり方（リア〈ダイアン・キートン〉）
- ザ・エージェント（ローレル〈ボニー・ハント〉）※ソフト版
- THE CROW/ザ・クロウ（シビル）
- ザ・デイ・アフター
- サーティーン あの頃欲しかった愛のこと（ブルック〈デボラ・カーラ・アンガー〉）
- ザ・ドライバー（プレイヤー〈イザベル・アジャーニ〉）※テレビ朝日版
- ザ・フォッグ（サンディ・ファレル）※テレビ朝日版
- サムサッカー（オードリー・コッブ〈ティルダ・スウィントン〉）
- ザ・リバー（メイ・ガーヴェイ〈シシー・スペイセク〉）
- 地獄の7人（チャーツ夫人）
- 地獄の黙示録（テリー・テレイ〈コリーン・キャンプ〉）※日本テレビ版
- 死の標的（メリッサ〈エリザベス・グレイセン〉）※ソフト版
- ジャッキー・チェンの必殺鉄指拳（龍の義姉〈スー・ペイペイ〉[25]）※TBS版
- 13日の金曜日 PART3（クリス）
- 17歳のエンディングノート（ママ〈オリヴィア・ウィリアムズ〉）
- ジョーズ3（キャスリン・モーガン〈ベス・アームストロング〉）
- 白と黒のナイフ（アイリーン・エイヴリー）
- シンドバッド 虎の目大冒険（ディオン〈タリン・パワー〉）※ソフト版
- スクワーム（ジェリー・サンダース〈パトリシア・ピアシー〉）
- スパイ・ライク・アス（カレン〈ドナ・ディクソン〉）
- Smile スマイル（マデリーン・ノースコット〈ロビン・ワイガート〉）
- 続・赤毛のアン/アンの青春（英語版）（キャサリン・ブルック）※ソフト版
- ダーティファイター（エコー〈ビヴァリー・ダンジェロ〉）
- ダイブ/深海からの帰還（ノルウェー語版）（アン）
- 多重人格（ローレン・ポーター / リーナ〈リンダ・ハミルトン〉）
- 007/消されたライセンス（ルペ・ラモーラ〈タリサ・ソト〉）※ANA機内上映版
- チリ33人 希望の軌跡（マリア・セゴビア〈ジュリエット・ビノシュ〉）
- 追撃者（グロリア・カーター〈ミランダ・リチャードソン〉）※テレビ東京版
- ツインズ（リンダ・メイソン〈クロエ・ウェッブ〉）※ソフト版
- ツイン・ドラゴン（サリー〈ニナ・リー〉）※ソフト版
- Dearダニー 君へのうた（メアリー・シンクレア〈アネット・ベニング〉）
- テイキング・オブ・デボラ・ローガン（デボラ・ローガン〈ジル・ラーソン〉）
- ディスクロージャー（メレディス・ジョンソン〈デミ・ムーア〉）※ソフト版
- ディック・トレイシー（ブレスレス・マホニー〈マドンナ〉）
- 敵、ある愛の物語（ヤドウィガ）
- デッド・ウィッシュ（英語版）（ケイト〈リン・シェイ〉）
- デビルズ・ゾーン（アイリーン[26]）
- ドレスの下はからっぽ（カリー・ブリン）
- ナバロンの要塞（アンナ）※テレビ東京版
- ハート・オブ・ウーマン（イヴ〈デルタ・バーク〉）※日本テレビ版
- バード・オン・ワイヤー（マリアン・グレイブス〈ゴールディ・ホーン〉）※ソフト版
- パーフェクト・ワールド（グラディス・ペリー）※テレビ東京版
- 背徳の囁き（キャスリーン・アヴィラ 〈ナンシー・トラヴィス〉）
- ハイランダー2 甦る戦士（ルイーズ・マーカス〈ヴァージニア・マドセン〉）※VHS版
- ハウスシッター/結婚願望（ベッキー〈ダナ・デラニー〉）
- バス停留所（エルマ・ダックワース〈ホープ・ラング〉）※テレビ東京版
- パッセンジャー57（サブリナ・リッチー〈エリザベス・ハーレイ〉）※ソフト版
- ハドソン・ホーク（アンナ・バラグリー〈アンディ・マクダウェル〉）※フジテレビ版
- バトルランナー（アンバー・メンデス〈マリア・コンチータ・アロンゾ〉）※テレビ朝日版
- パニック・イン・スタジアム（ルーシー）※日本テレビ版
- ハピエスト・ホリデー 私たちのカミングアウト（ティッパー〈メアリー・スティーンバージェン〉[27]）
- パラダイス・アレイ（スーザン）
- パラダイス・パラダイス（英語版）（スカーレット〈ニナ・リー〉）
- 巴里祭（アンナ〈アナベラ〉）※テレビ朝日版
- ハンター（ドティ〈キャスリン・ハロルド〉）※テレビ朝日版
- ビッグ（スーザン〈エリザベス・パーキンス〉）※テレビ東京版
- ビッグ・マグナム77（ジュリー・フォスター）
- ヒッチハイク（イブ・マンチーニ〈コリンヌ・クレリー〉）
- フィフティ・シェイズ・ダーカー（エレナ・リンカーン〈キム・ベイシンガー〉）
- フィラデルフィア・エクスペリメント（若いパメラ〈デブラ・トロイヤー〉）※フジテレビ版
- 不法侵入（カレン・カー〈マデリーン・ストウ〉）※ソフト版
- プラクティカル・マジック（サリー・オーウェンズ〈サンドラ・ブロック〉）
- フルーク（英語版）（キャロル・ジョンソン〈ナンシー・トラヴィス〉）
- ブルービートル（ビクトリア・コード〈スーザン・サランドン〉[28]）
- プレタポルテ（キティ・ポッター〈キム・ベイシンガー〉）
- フレンジー（ブレンダ・ブレイニー）※BD版
- ブロンディー/女銀行強盗（カレン・マッコイ〈キム・ベイシンガー〉）※テレビ東京版
- ヘルバウンド（レスリー・ホーキンス）※VHS版
- ホール・イン・ザ・グラウンド（英語版）（ノーリン・ブレイディ〈カティ・オウティネン〉）
- ポリスアカデミー（カレン・トンプソン〈キム・キャトラル〉）
- マイアミ・ラプソディー（テリー）
- マイ・インターン（フィオナ〈レネ・ルッソ〉）
- マトリックス リローデッド（マギー〈エッシー・デイヴィス〉、アイス）※フジテレビ版
- マトリックス レボリューションズ（マギー〈エッシー・デイヴィス〉）※フジテレビ版
- 真夜中の処刑ゲーム（バーバラ〈ブレンダ・バジネット〉）
- ミッション:インポッシブル（サラ・デイヴィス〈クリスティン・スコット・トーマス〉）※フジテレビ版
- ミッドナイト・エクスプレス（スーザン〈アイリーン・ミラクル〉）
- みなさん、さようなら（ディアーヌ）
- 息子の部屋（パオラ〈ラウラ・モランテ〉）
- メジャーリーグへの道/片腕のヒーロー（英語版）（アニー〈メア・ウィニンガム〉）※テレビ朝日版
- メランコリア（ギャビー〈シャーロット・ランプリング〉）
- メン・オブ・ウォー（ロキ〈シャーロット・ルイス〉）
- モンタージュ/証拠死体（英語版）（アリス〈フランシス・マクドーマンド〉）
- 48時間（エレイン〈アネット・オトゥール〉）※日本テレビ新録版、（サリー〈デニーズ・クロスビー〉）※日本テレビ旧録版
- 隣人は静かに笑う（シェリル・ラング〈ジョーン・キューザック〉）※テレビ東京版
- レセ・パセ 自由への通行許可証（英語版）（スザンヌ・レモン）
- レディ・オア・ノット（ヘンリー・フォード2世〈アンディ・マクダウェル〉[29]）
- ロボコップ2（ジュリエット・ファックス博士〈ベリンダ・バウアー〉）※20世紀フォックス版

#### ドラマ
- アメリカン・ヒーロー（スターレット〈グウェン・ハンブル〉）
- ER緊急救命室
  - シーズン2（ハルダ〈ニコール・ネイジェル〉）
  - シーズン3（アビー・キートン〈グレン・ヘドリー〉）
  - シーズン11 #12（ハンナ・ミルナー〈ローラ・リー・ヒューズ〉）
- インディ・ジョーンズ/若き日の大冒険
- エメラルドシティ（英語版）（北の魔女グリンダ〈ジョエリー・リチャードソン〉）
- エレメンタリー ホームズ&ワトソン in NY
- エンド・オブ・パリ（ベアトリス・パーカン〈ナタリー・リシャール〉）
- 俺がハマーだ! シーズン1 #12（シンディ）
- glee/グリー（ブレンダ）
- クリミナル・マインド5 FBI行動分析課（ナンシー）
- 刑事コロンボ 忘れられたスター（グレース・ウェラー〈ジャネット・リー〉）※完全版追加収録部分
- ケインとアベル（スーザン・レスター）
- コウラン伝 始皇帝の母（高敏〈ワン・リン〉[30]）
- ザ・ハンガー（英語版） シーズン1 #18（ヘレン・バーヌー）
- ザ・ミッシング〜囚われた少女〜（英語版）（ジェマ・ウェブスター〈キーリー・ホーズ〉）
- CSI:マイアミ（ジュリア・ウィンストン〈エリザベス・バークレー〉）
- シェイムレス 俺たちに恥はない（シーラ・ジャクソン〈ジョーン・キューザック〉）
- シタデル（ダリア・アーチャー〈レスリー・マンヴィル〉[31]）
- シドニー・シェルダンの明日があるなら（トレイシー・ホイットニー）※VHS版
- 笑傲江湖（東方不敗〈マオ・ウェイタオ〉）
- 主任警部モース 悔恨の日（ジョージー・フリン）
- 新アウターリミッツ シーズン1 #7（レスリー・トラヴァース）
- 新スタートレック（レイチェル・ギャレット艦長）
- スタートレック:ピカード（オウ）
- スピン・シティ（ケイトリン・ムーア〈ヘザー・ロックリア〉）
- 続ハリーズ・ロー 裏通り法律事務所（エレイン）
- 大草原の小さな家（セーラ・カーター）
- DALLAS/スキャンダラス・シティ（スー・エレン・ユーイング〈リンダ・グレイ〉）
- 超音速攻撃ヘリ エアーウルフ シーズン3 #10（リア・ヴァン・ルオン）
- トゥルーブラッド（マーニー・ストーンブルック〈フィオナ・ショウ〉）
- 特攻野郎Aチーム シーズン5 #8（エレン・バンクロフト）
- ナース・ジャッキー（グリーンフィールド夫人）
- ナース・ジャッキー6（アントワネット〈ジュリー・ホワイト〉）
- 南北戦争物語 愛と自由への大地（イザベル・ハザード）
- ハーパーズ・アイランド 惨劇の島（英語版）（カレーナ）
- PAN AM/パンナム
- ファルコン&ウィンター・ソルジャー（クリスティーナ・レイナー博士〈エイミー・アキノ〉）
- ビューティ・イン・ブラック（オリヴィア〈デビ・モーガン〉）
- ブラザーズ&シスターズ（ホイットニー学部長〈クリスティン・ローズ〉）
- THE BLACKLIST/ブラックリスト（ローレル・ヒッチン〈クリスティーン・ラーティ〉）
- BOSCH/ボッシュ（ハニー（マネー）・チャンドラー〈ミミ・ロジャース〉）
  - ボッシュ: 受け継がれるもの
  - バラード 未解決事件捜査班 #10
- マザー・ファーザー・サン（マギー〈シニード・キューザック〉[32]）
- 窓際のスパイ（キャサリン・スタンディッシュ〈サスキア・リーヴス〉）
- 名探偵ダウリング神父 シーズン1 #1（ジェリコ夫人）
- 名探偵ポワロ 死との約束（シスター・アニエシュカ）
- リーシーの物語（英語版）
- レイ・ドノヴァン ザ・フィクサー（サマンサ・“サム”・ウィンズロウ〈スーザン・サランドン〉）
- レジデント・エイリアン 〜宇宙からの訪問者〜（エレノア・マカリスター〈リンダ・ハミルトン〉）[33]
- レストランは大騒ぎ!（英語版）（ドット・ヒギンズ〈ゲイル・エドワーズ〉）
- ワンス・アポン・ア・タイム（コーラ〈バーバラ・ハーシー〉）

#### アニメ
- カンフー・パンダ4 伝説のマスター降臨（カメレオン[34]）
- ルーニー・テューンズ・ショー（シルベスターの母）

### その他コンテンツ
- 一枚の写真（1989年、フジテレビ）
- BS世界のドキュメンタリー「私はモナリザ」（モナリザ）（2016年、NHK BS1)
- 読んで聴いて楽しく学ぶ英語（朗読、制作：キープ株式会社）
- FMシアター「満月の夜」